# Saint-Mexant
Saint-Mexant è un comune francese di 1 153 abitanti situato nel dipartimento della Corrèze nella regione della Nuova Aquitania.

## Società

### Evoluzione demografica
Abitanti censiti